# Mikronesiska federationens administrativa indelning

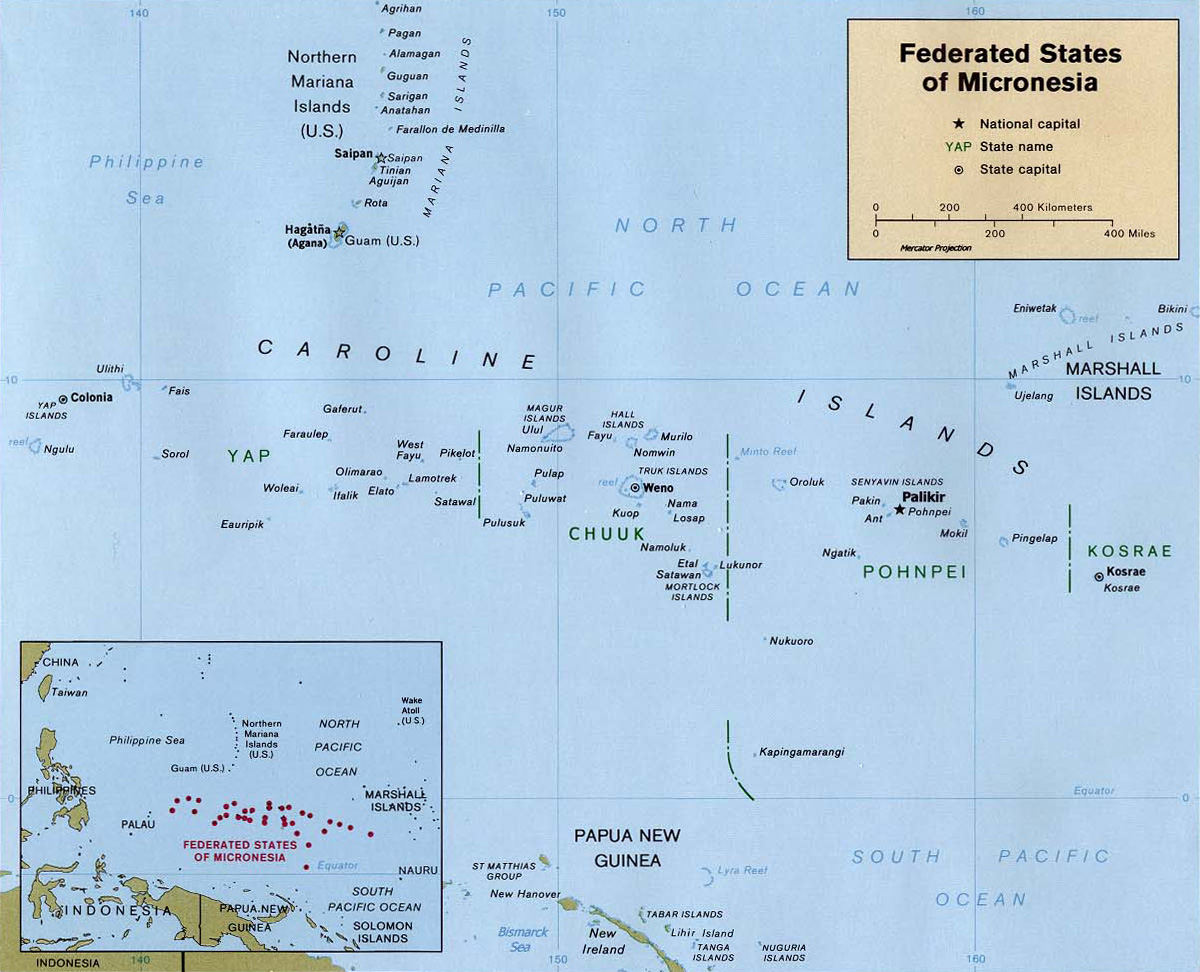
Karta över området

Mikronesiens federerade staters administrativa indelning Mikronesiens federerade stater delas i fyra delstater som i sin tur är indelade i kommuner. 
Parlamentet, kongressen, har sitt säte i Palikir på Pohnpei.

## Delstater

Mikronesiens federerade staters flagga

| Delstat | Huvudstad | Area    | Invånare | Densitet    |
| ------- | --------- | ------- | -------- | ----------- |
| Chuuk   | Weno      | 127 km² | 53,595   | 420 per km² |
| Kosrae  | Tofol     | 110 km² | 7,686    | 70 per km²  |
| Pohnpei | Kolonia   | 346 km² | 34,486   | 100 per km² |
| Yap     | Colonia   | 118 km² | 11,241   | 95 per km²  |

## Städer
- Colonia
- Kolonia
- Lelu
- Palikir - Huvudstad
- Tol
- Weno

## Kommuner

Chuuks flagga

### Chuukeller Chuuköarna

Kosraes flagga

- Dublon
- Eot
- Ettal
- Fala-Beguets
- Fananu
- Fefan
- Kutu
- Losap
- Lukunor
- Magur
- Moch
- Moen
- Murilo
- Nama
- Namoluk
- Nomwin
- Onari
- Oneop
- Ono
- Param
- Pis-Losap
- Pisaras
- Pulap
- Pulusuk
- Puluwat
- Romanum
- Ruo
- Satawan
- Ta
- Tamatam
- Tol
- Tsis
- Udot
- Ulul
- Uman

### Kosraeeller Kosraeöarna

Pohnpeis flagga

- Lelu
- Malem
- Tafunsak
- Utwa
- Walung

### Pohnpeieller Pohnpeiöarna

Yaps flagga

- Kapingamarangi
- Kitti
- Kolonia
- Madolenihmw
- Mokil
- Nett
- Ngatik
- Nukuoro
- Oroluk
- Pingelap
- Sokehs
- Uh

### Yapeller Yapöarna
- Dalipebinau
- Eauripik
- Elato
- Fais
- Fanif
- Faraulep
- Gaferut Island
- Gagil
- Gilman
- Ifalik
- Kanifay
- Lamotrek
- Map
- Ngulu
- Pikelot
- Rull
- Rumung
- Satawal
- Sorol
- Tomil
- Ulithi
- Weloy
- Woleai